# Elattostachys apetala
Elattostachys apetala är en kinesträdsväxtart som först beskrevs av Labillardiere, och fick sitt nu gällande namn av Ludwig Radlkofer. Elattostachys apetala ingår i släktet Elattostachys och familjen kinesträdsväxter. Inga underarter finns listade i Catalogue of Life.